# Bökhmörön, Uvs
Bökhmörön (tiếng Mông Cổ: Бөхмөрөн) là một sum của tỉnh Uvs ở Mông Cổ. Vào năm 2008, dân số của sum là 2.187 người.

## Địa lý
Sum có diện tích khoảng 3.700 km2. Trung tâm sum, Baishint, nằm cách tỉnh lỵ Ulaangom 162 km và thủ đô Ulaanbaatar 1.213 km.

### Khí hậu
Bökhmörön có khí hậu hoang mạc. Nhiệt độ trung bình hàng năm trong khu vực là 2 °C. Tháng ấm nhất là tháng 7, khi nhiệt độ trung bình là 20 °C và lạnh nhất là tháng 1, với −23 °C. Lượng mưa trung bình hàng năm là 136 mm. Tháng ẩm ướt nhất là tháng 6, với lượng mưa trung bình là 32 mm, và khô nhất là tháng 12, với 3 mm.

## Hành chính
Sum được chia thành 3 bag (xã):
- Gurvan jigertei
- Khar altat
- Baishint

## Kinh tế
Sum có một trường học, bệnh viện, trung tâm thương mại và nhà văn hóa.